# Brian Mills
Brian Mills est un réalisateur britannique, né le 25 octobre 1933 à Manchester (Angleterre), ville ou il est mort le 3 juin 2006.

## Biographie
Brian Mills a fait toute sa carrière de réalisateur à la télévision, travaillant principalement pour Granada Television. Il a été marié à la comédienne Brigit Forsyth (en).

## Filmographie
- 1968-2000 : Coronation Street  (série télé)
- 1969-1974 : ITV Playhouse (série télé)
- 1970 : Confession (série télé)
- 1971 : ITV Saturday Night Theatre (série télé)
- 1972-1983 : Crown Court (série télé)
- 1972 : Adam Smith (série télé)
- 1972 : Holly (série télé)
- 1973 : Putting on the Agony
- 1973 : Once Upon a Time (série télé)
- 1975 : Village Hall (série télé)
- 1975 : Sam (série télé)
- 1976 : Red Letter Day (série télé)
- 1976 : The Cuckoo Waltz (série télé)
- 1977 : Devenish (série télé)
- 1978 : Strangers (série télé)
- 1979 : House of Caradus (série télé)
- 1979 : The Mallens (série télé)
- 1980 : The Spoils of War (série télé)
- 1981 : Cribb (série télé)
- 1981 : Lady Killers (série télé)
- 1982 : All for Love (série télé)
- 1983 : Women (série télé)
- 1985 : A Different Kind of Love
- 1985 : Bulman (série télé)
- 1985 : Mister Clay, Mister Clay
- 1986 : First Among Equals (série télé)
- 1988 : The Return of Sherlock Holmes (série télé)
- 1988 : Le Chien des Baskerville (The Hound of the Baskervilles)
- 1998 : Alas, Vegas (série télé)